# Битка код Монт Жисара
Битка код Монт Жисара је вођена 25. новембра 1177. године између крсташке војске Јерусалимске краљевине под Балдуином IV Јерусалимским са једне и муслиманске војске Ајубидске династије под Саладином са друге стране. Битка је део крсташких ратова, а завршена је победом крсташа. Ово је један од најтежих пораза које је Саладин икада доживео. Битка је охрабрила крсташе да наредних година наставе са походима против муслимана.

## Увод
Саладин је настојао да искористи одсутност главнине крсташких снага ангажоване у опсадама Хама и Харенка и нападне Аскалон. Војска коју је Балдуин IV успео да прикупи састојала се од 475 витезова (80 Темплара под вођством великог мајстора Ода од сен Амара). Ту су били и Рене од Шатијона, Жосцелин III од Едесе, Рене од Сидона и Обер, бискуп Витлејема који је носио Истински крст. Пешадија је регрутована углавном од локалног становништва Аскалона. По наводима Виљема од Тира (вероватно претераним) Турака је било око 27.000.

## Битка
Битка се одиграла код Монт Жисара 25. новембра 1177. године. Упорност крсташа изненадила је и самог Саладина. Нападали су у гомили. Муслиманска војска се расула пљачкајући по оближњим селима. Ускоро је готово у потпуности исечена. Остаци су бежали, али је мали број успео да се спасе. Био је то тежак ударац за Саладина, можда и највећи пораз кога је икада доживео. Победа је охрабрила Балдуина IV да у походима које је организовао наредних година докаже и себи и другима да је и поред болести достојан да носи јерусалимску круну.